# Joris Vercammen
Joris August Odilius Ludovicus Vercammen (Lier, 14 ottobre 1952) è un arcivescovo vetero-cattolico belga.
È stato Primate dei Vecchi Cattolici e Arcivescovo di Utrecht della Chiesa vetero-cattolica dei Paesi Bassi dal 2000 al 2020; dopo le dimissioni ha mantenuto l'incarico di delegato della Conferenza episcopale vetero-cattolica internazionale per la Chiesa vetero-cattolica francese.

## Sacerdote cattolico e vetero-cattolico
Nel 1979, fu ordinato sacerdote nella diocesi cattolica di Anversa. Nel 1988 passò alla diocesi vetero-cattolica di Utrecht, nella quale - nel 1989 - divenne prima sacerdote assistente nella parrocchia di Rotterdam, poi parroco ad Eindhoven. Nel 1996 fu nominato docente di teologia pratica e rettore del seminario vetero-cattolico di Utrecht, e nello stesso anno divenne dottore di ricerca presso l'Università di Utrecht.

## Arcivescovo di Utrecht
Era direttore del seminario vetero-cattolico quando l'11 marzo 2000 il clero e il popolo della diocesi lo elessero alla dignità di 83º arcivescovo di Utrecht. Fu consacrato da Jan Lambert Wirix-Speetjens (vescovo vetero-cattolico di Haarlem), coadiuvato da Wiktor Wysoczański (vescovo della Chiesa polacco-cattolica - Diocesi di Varsavia) e da Joachim Vobbe (vescovo vetero-cattolico di Bonn) il 1º luglio dello stesso anno nella ex chiesa cattedrale di Utrecht, un tempo sede di san Villibrordo e dei suoi successori, ma in mano ai protestanti dal 1580.
Il 9 maggio 2002 ha consacrato Fritz-René Müller vescovo della Chiesa cattolica cristiana svizzera.
Nel 2006, la nona assemblea del Consiglio Ecumenico delle Chiese a Porto Alegre lo ha eletto a membro del suo comitato centrale, in sostituzione dello svizzero Hans Gerny.
Il 2 febbraio 2008 ha consacrato a Vienna John Ekemenzie Okoro vescovo dei vecchi cattolici austriaci, avendo come collaboratori Dušan Hejbal (vescovo vetero-cattolico della Repubblica Ceca) e Fritz-René Müller (vescovo della Chiesa cattolica cristiana svizzera).
Il 29 giugno 2008 ha consacrato il nuovo vescovo di Haarlem Dirk Schoon, avendo come collaboratori Dušan Hejbal e David Hamid (vescovo coadiutore anglicano della Diocesi di Gibilterra in Europa).
Nel settembre 2019 ha annunciato l'intenzione di dimettersi dall'incarico di Arcivescovo di Utrecht l'11 gennaio 2020

## Altri dati
Joris Vercammen è sposato con Hilde Witters e ha tre figli (due maschi e una femmina).

## Genealogia episcopale
La genealogia episcopale è:
Chiesa cattolica
- Cardinale Scipione Rebiba
- Cardinale Giulio Antonio Santori
- Cardinale Girolamo Bernerio, O.P.
- Arcivescovo Galeazzo Sanvitale
- Cardinale Ludovico Ludovisi
- Cardinale Luigi Caetani
- Vescovo Giovanni Battista Scanaroli
- Cardinale Antonio Barberini iuniore
- Arcivescovo Charles-Maurice le Tellier
- Vescovo Jacques Bénigne Bossuet
- Vescovo Jacques de Goyon de Matignon
- Vescovo Dominique Marie Varlet

CHIESA ROMANO-CATTOLICA OLANDESE DEL CLERO VETERO EPISCOPALE
- Arcivescovo Petrus Johannes Meindaerts
- Vescovo Johannes van Stiphout
- Arcivescovo Walter van Nieuwenhuisen
- Vescovo Adrian Jan Broekman
- Arcivescovo Jan van Rhijn
- Vescovo Gisbert van Jong
- Arcivescovo Willibrord van Os
- Vescovo Jan Bon
- Arcivescovo Johannes van Santen

CHIESA VETERO-CATTOLICA
...
* Vescovo Jan Lambert Wirix-Speetjens
- Arcivescovo Joris August Odilius Ludovicus Vercammen